# Astragalus adsurgens

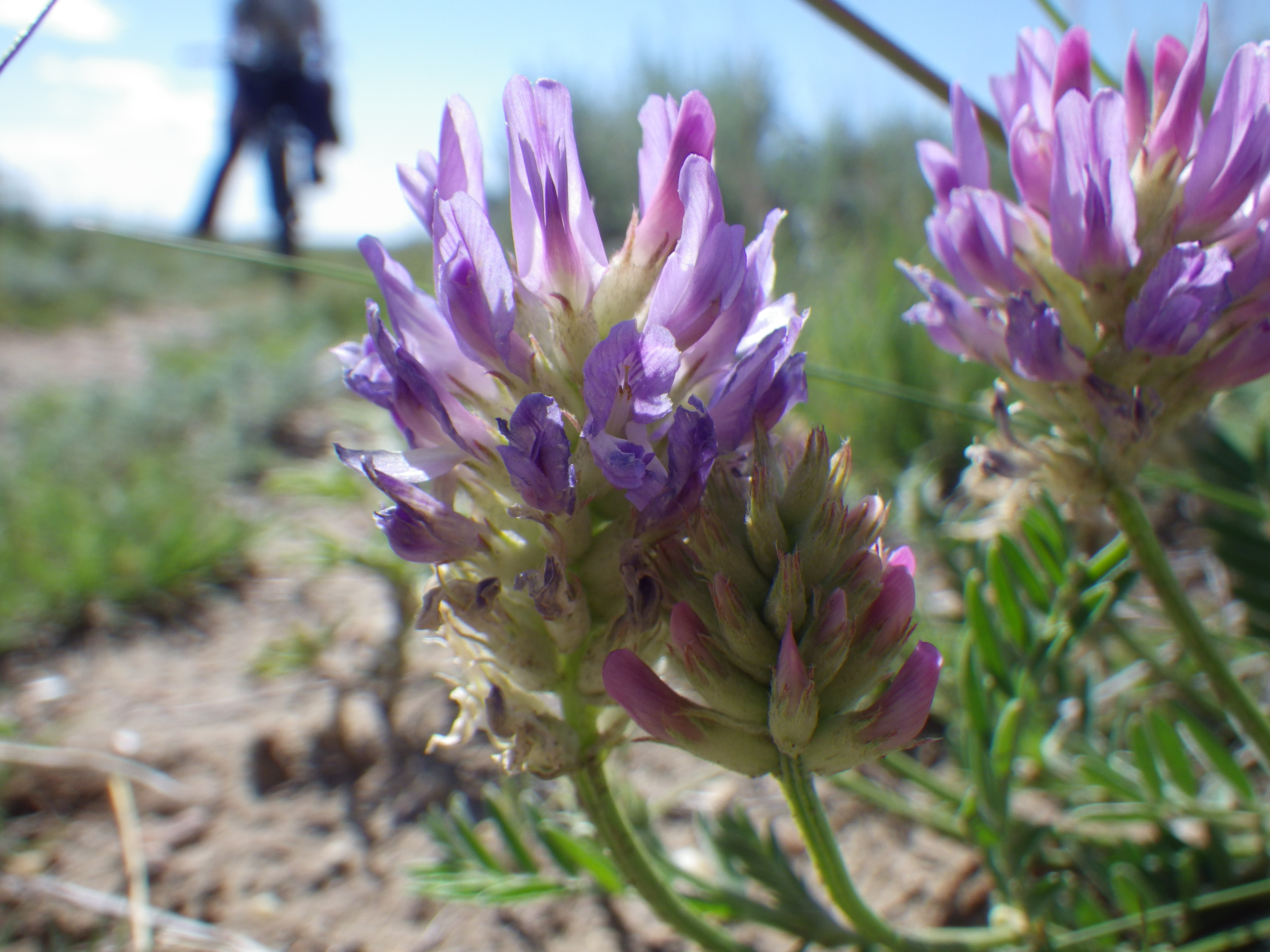
Detalle de las flores

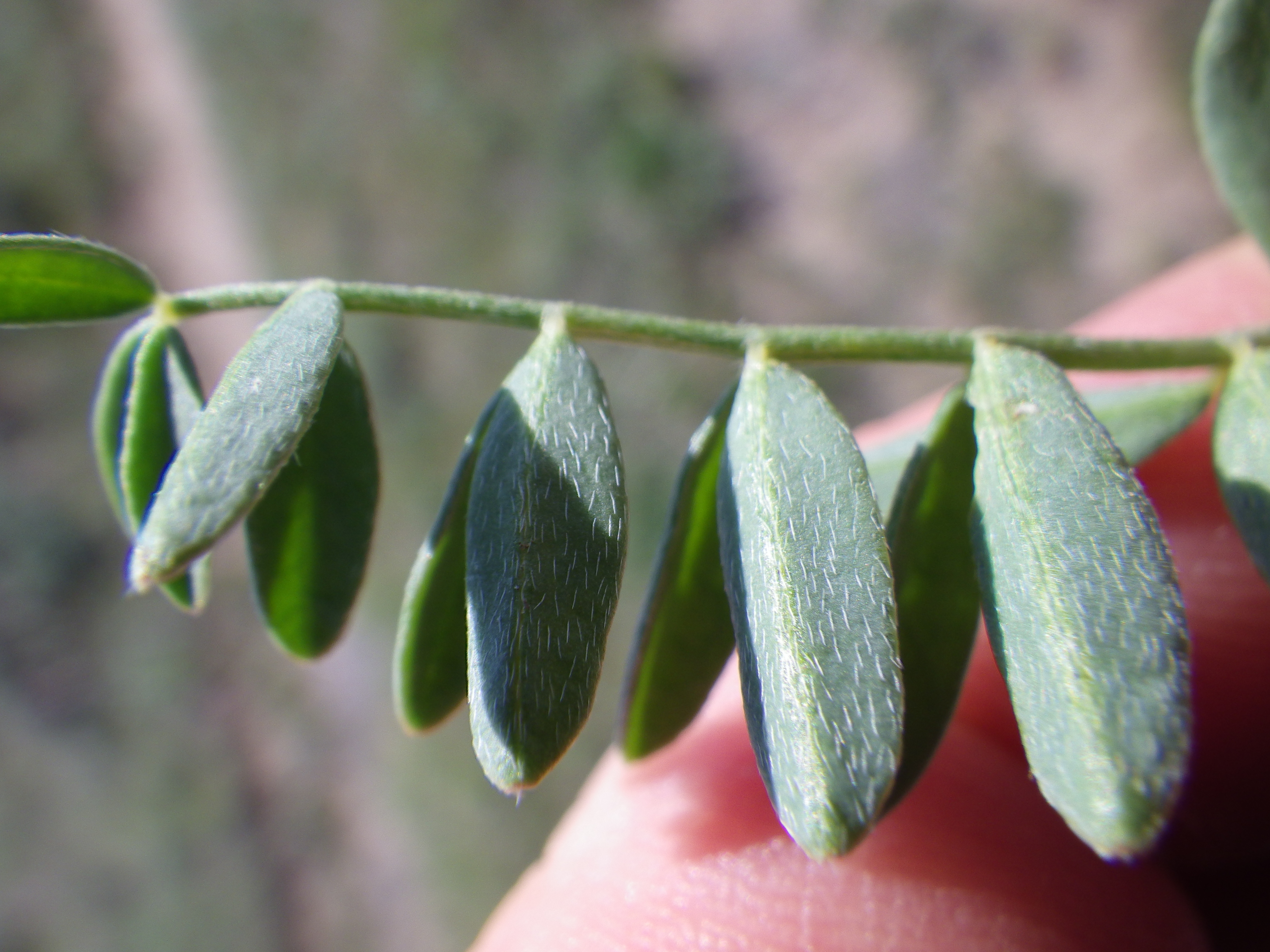
Hojas

Astragalus adsurgens es una  especie de planta herbácea perteneciente a la familia de las leguminosas. Es originaria de Asia.
Astragalus adsurgens es una planta herbácea perennifolia, que se distribuye por China, Japón, Corea, Mongolia y Rusia. 

## Taxonomía
Astragalus adsurgens fue descrita por Peter Simon Pallas y publicado en Species Astragalorum 40, pl. 31, en el año 1800.
Etimología
Astragalus: nombre genérico derivado del griego clásico άστράγαλος y luego del Latín astrăgălus aplicado ya en la antigüedad, entre otras cosas, a algunas plantas de la familia Fabaceae, debido a la forma cúbica de sus semillas parecidas a un hueso del pie.
adsurgens: epíteto latino que significa "alcanzando una posición erecta".
Variedades aceptadas
- Astragalus adsurgens var. robustior Hook.
- Astragalus adsurgens var. tananaicus (Hulten) Barneby

Sinonimia
- Astragalus fujisanensis Miyabe & Tatew.
- Astragalus laxmanni var. adsurgens (Pall.) Kitag.
- Astragalus longispicatus Ulbr[6]

var. robustior Hook.
- Astragalus chandonnetii Lunell
- Astragalus crandallii Gand.
- Astragalus hypoglottis var. robustus Hook.
- Astragalus nitidus Hook.
- Astragalus striatus Torr. & A.Gray
- Astragalus sulphurescens Rydb.

var. tananaicus (Hulten) Barneby
- Astragalus tananaicus Hulten
- Astragalus viciifolius Hulten